# 長宮砂丘
長宮砂丘（ながみやさきゅう）は、埼玉県さいたま市岩槻区長宮地区に所在する河畔砂丘。中川低地の河畔砂丘群の1つである。

## 概要
長宮砂丘は河畔砂丘（内陸砂丘）に区分される砂丘である。砂丘はかつての古隅田川と荒川（現：元荒川）が合流する地点の一つ前の蛇行流路東側に発達している。小規模な砂丘列から成り、おおよそ北西から南東に向かいゆるく湾曲している。砂丘は大光寺周辺に所在し、長さ250 m・幅50 m・高さ（東側の低地との比高）約2 mである。
なお、今日の古隅田川はさいたま市岩槻区方面より春日部市の大落古利根川方面へと流下しているが、かつて大落古利根川が利根川の本流であった時代には現在とは反対に春日部市小渕付近からさいたま市岩槻区大字長宮方面へと流下していた。

## 周辺
- 大光寺
- 国道16号岩槻春日部バイパス
- 古隅田川旧流路
- 川通公園
- 大光幼稚園
- 大堀池（小池）
- 南平野第4公園
- 元荒川

## 参考資料
- 『写真で見る 埼玉東部今昔物語（20ページ〜23ページ）』 本間清利 著　望月印刷株式会社 発行　平成5年10月30日 発行